# حمیدرضا دهقانی پوده
حمیدرضا دهقانی دیپلمات ایرانی و سفیر پیشین جمهوری اسلامی ایران در کشور قطر است.

https://scholar.google.com/citations?view_op=view_citation&hl=en&user=Y7K2P6wAAAAJ&citation_for_view=Y7K2P6wAAAAJ:u5HHmVD_uO8C

## فعالیت‌ها
دستیار وزیر خارجه و مدیرکل خاورمیانه و شمال آفریقا از سال ۱۳۹۷، رئیس اداره اول خاورمیانه و شمال آفریقا، سفیر و نماینده دائم جمهوری اسلامی ایران نزد سازمان همکاری‌های اسلامی در جده، رئیس مرکز مطالعات خاورمیانه و خلیج فارس در دفتر مطالعات سیاسی و بین‌المللی وزارت امور خارجه، معاون نمایندگی جمهوری اسلامی ایران در بیروت، معاون مدیرکل آموزش و توسعه نیروی انسانی و رئیس اداره آموزش وزارت امور خارجه و دبیر اول سفارت جمهوری اسلامی ایران در دمشق از جمله سوابق کاری حمیدرضا دهقانی پوده است. حمیدرضا دهقانی دارنده مدرک دکترای حقوق خصوصی، مدرس دانشگاه و صاحب تالیفاتی در مباحث حقوقی و خاورمیانه است